# Asocialidad
El término asocial se refiere a aquel individuo con una fuerte falta de motivación para participar en la interacción social y/o la preferencia por las actividades solitarias. El término asocial representa a aquellas personas que no les agrada estar rodeados de multitudes; esto no implica no tener amigos, pues un individuo asocial puede perfectamente tener amigos y hablar con ellos por distintos medios aparte de la comunicación en persona. Ser asocial tampoco implica estar enfermo mentalmente; el ser asocial es solo un tipo de personalidad que las personas poseen, la cual no es considerada como una enfermedad mental. El término asocial es distinto de antisocial ya que este último implica una aversión activa o antagonismo hacia otras personas o al orden social en general. Esta inclinación a menudo se confunde con la misantropía.
El individuo generalmente, como integrante de una sociedad, comparte con los demás determinados valores, normas, modelos y símbolos establecidos que facilitan la convivencia. Sin embargo, no todos los individuos presentan la misma adhesión a esas normas y valores. La adaptación al medio social implica diferentes grados de conformidad dependiendo de la sumisión o libertad de decisión del individuo y de la rigidez o tolerancia de la sociedad. Por ello, la adaptación social no implica necesariamente conformidad, sino que puede conllevar la innovación o modificación de los elementos que integran una determinada cultura o sociedad.